# Fok Ming Shan
Fok Ming Shan, född 5 juli 1958, är en hongkongsk bågskytt. Han deltog vid olympiska sommarspelen 1984 och 1988.